# 古希腊饮食
古希腊饮食（Ancient Greek cuisine）的特点是节俭，这一定程度上反映了古希腊农业方面的困苦。古希腊饮食主要基于地中海三大食品：小麦、橄榄油和葡萄酒。
谷物也是古希腊饮食的基础，古希腊主要的谷物包括硬粒小麦、斯佩耳特小麦与大麦等。小麦普遍磨成碎粒做粥，或是磨成面粉制作面包及其他糕点。大麦普遍用来做餬。这些谷物制品普遍搭配水果与蔬菜（捲心菜、洋葱、小扁豆和鷹嘴豆等）一同享用。魚、肉和蜂蜜的使用量因家庭经济情况而異，只有富人可以保证有规律的食用，但份量仍然不多。与这不同的是，古希腊人大量食用乳制品，尤其是奶酪，尽管已知古希腊人掌握了黄油的制作方法，但古希腊人更多使用橄榄油烹调食物。古希腊人的饮品往往是加水稀释的葡萄酒。
各种文字记录与艺术记录都提供了有關古希臘人飲食習慣的信息：一方面是阿特纳奥斯的文学作品与阿里斯托芬的喜剧作品，另一方面则为古希腊陶器与陶俑上的图饰。

## 饮食习惯

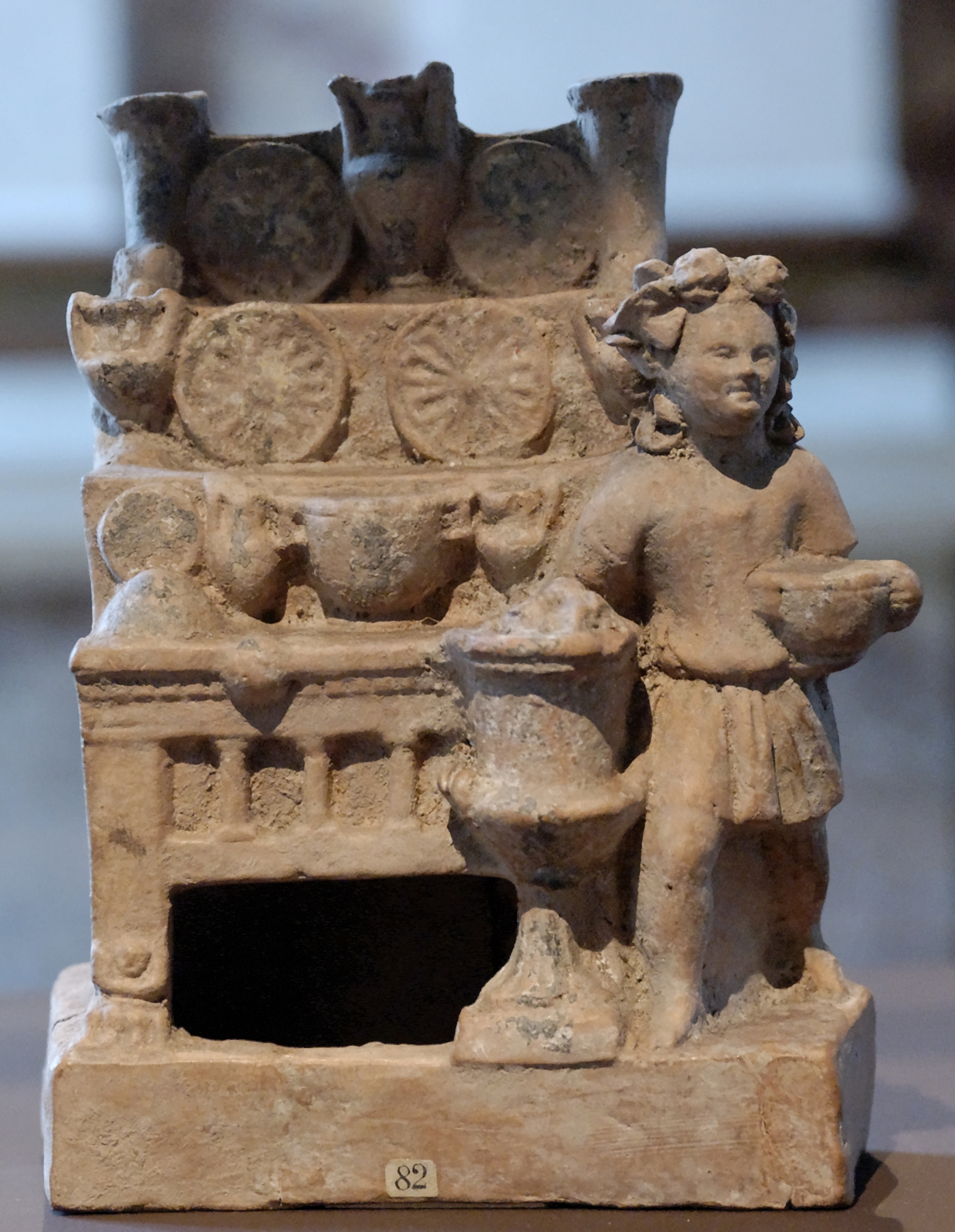
餐架前的孩子，前3世纪－前1世纪，藏於卢浮宫

### 日常与习俗
希臘人通常每天吃三頓飯:
- 早餐（羅馬化：akratismós），通常是大麦面包蘸纯葡萄酒（羅馬化：ákratos，意为纯粹，常指纯葡萄酒），有时也会配上无花果与油橄欖等[3]。
- 午餐（羅馬化：áriston），通常很简单[註 1], 这一餐在中午或午后进行[4]。
- 晚餐（羅馬化：deĩpnon）,是一天中最重要的一餐，常在夜幕降临时进行。这一餐也可以改在下午进行，称（字面意思为午晚餐）[5]。

有时古希腊人会在下午晚些时候吃便餐（羅馬化：hespérisma）。
在日常用餐与宴会上，男人与女人不同桌用餐，有时女人需要等到男人用晚餐后开始外出闲聊时才可以上桌吃饭，但大多数情况下女人会在另一个房间吃饭。如果屋子太小没有房间给女人吃饭且男人也不外出的话女人往往会等到男人吃完后坐在桌旁进餐。奴隶负责服侍主人用餐，他们同样单独吃饭，且往往吃剩饭。根据亚里士多德的说法，没有奴隶的人会要求他们的妻子与孩子服侍他们。
古希腊人习惯在坟墓中放置陶制家具模型，这也让今天的人们了解古希腊的家具样式。古希腊人通常坐在椅子上吃饭，而宴会上则会用到长凳。日常用餐的餐桌相比宴会餐桌高。早期的餐桌大多是矩形，但在公元前4世纪，餐桌大多是圆形且有桌脚往往使用动物的形状(例如狮子的爪子)。
扁面包可以作为盘子，但大多时候使用陶碗或金属碗。餐具的使用材料随着时间的流逝而变得精致，在罗马时代已经可以找到玻璃制作的盘子。古希腊人常常用手拿取食物，用刀切肉，用汤匙喝汤。面包片（羅馬化：apomagdalía）可以用来抓食物也可以用来作为餐巾擦手。

### 宴会

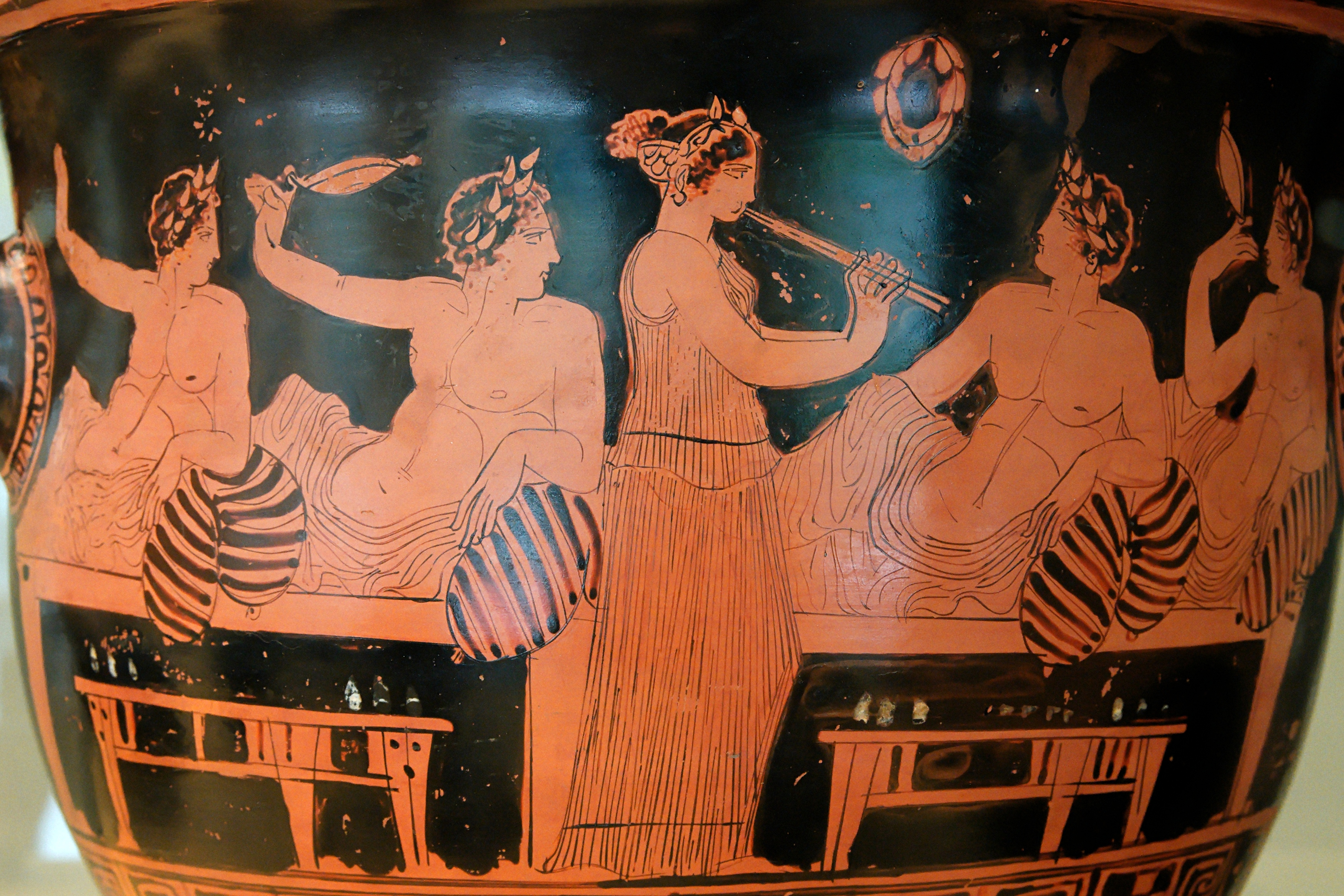
宴會現場，與會者在进行科塔博斯 (Note: 游戏，玩家需要像投石机般将碗里的东西投至目标地点，击中者往往获得奖励。)，女孩在吹奏長笛，前420年，藏於西班牙国立考古博物馆

在古希腊，除了日常的晚餐外，还有与朋友或熟人共进的晚宴，称为或。与会者需要为宴会提供餐饮或资金。这种宴会是古希腊人的娱乐中最流行的一种。它由两个阶段组成，第一阶段往往是单纯的用餐。在这之后的第二阶段才开始饮酒享乐。但许多人用餐时也会喝葡萄酒并配各类小吃：栗子、蚕豆、烤小麥粒甚至是蜂蜜等。这些餐点旨在吸收酒精以延缓酒精的攝入。
第二阶段以奠祭为开始，这通常是为了纪念狄俄倪索斯。之后，与会者可以开始讨论或进行游戏，例如科塔博斯，人们大多躺在长椅上，而桌子上放着各类小吃与玩具。舞蹈、杂技与音乐也为娱乐作了补充，但这类宴会完全禁止除妓女与舞者以外的所有女性参加。
宴会是古希腊非常重要的社交手段，它可以是为家人或朋友举办，就像家庭聚会一样。它也可以涉及宗教团体或者協會。举办奢华的宴会是有钱人的特权，但在大多数为自家举行的宴会中，宴会的规模不会太大。
很多古希腊文学作品也涉及宴会，如柏拉圖的《会饮篇》、色诺芬的《会饮篇》、阿特纳奥斯的《智者之宴》等。

### 共餐
共餐（羅馬化：syssítia）是在古希腊，特别是斯巴达与克里特地区的制度，它要求男性与青少年强制性的聚餐。这既是協會，也是食堂。与宴会一样，共餐也是男性专属的，但也有文献描述了女性的共餐。与宴会不同，共餐更强调简约与节制。

## 食物

### 谷物与面包

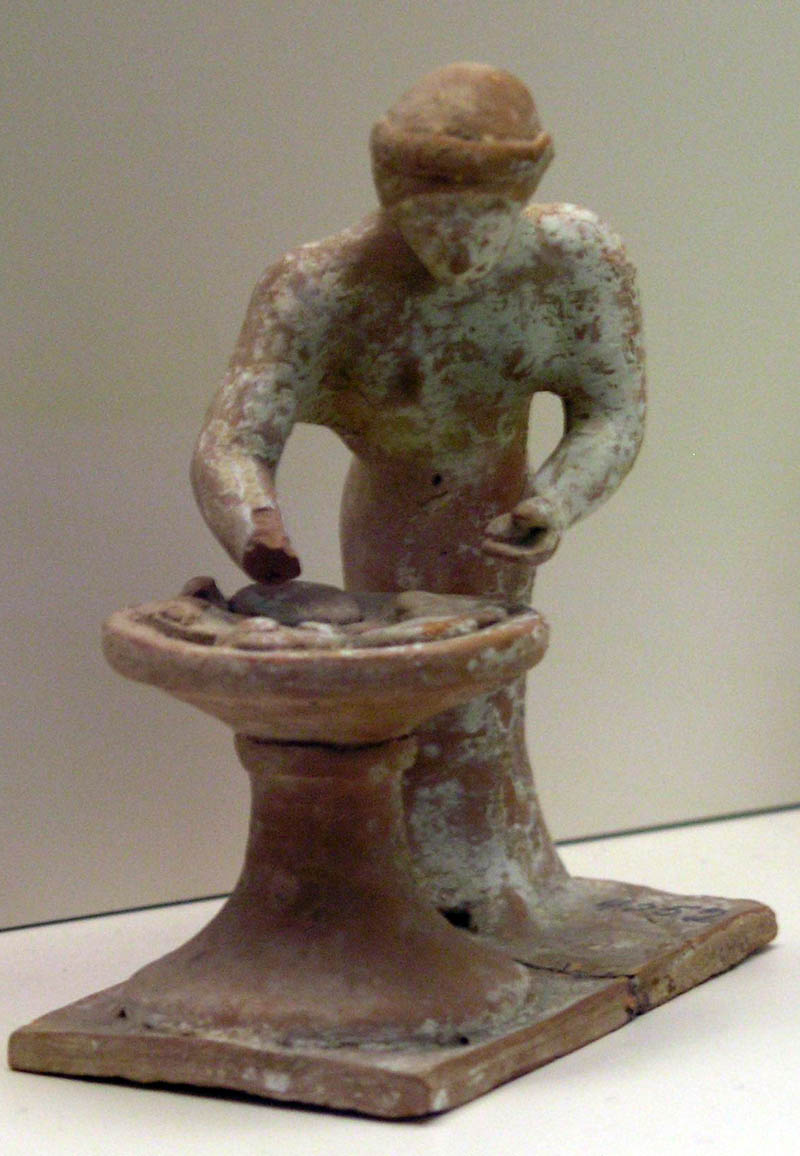
正在揉面团的女性。前5世纪－前475年，雅典国家考古博物馆

无论是米诺斯文明时期，迈锡尼文明时期还是古典希腊时期谷物都是古希腊的主食，伯里克利时代的古雅典是世界上最大的粮食进口国，从黑海与达达尼尔海峡到达的谷物粮食平均每年1.7万吨。
古希腊主要的谷物包括硬粒小麦（羅馬化：pýros），斯佩耳特小麦（羅馬化：zeiá）与大麦（羅馬化：krithaí）等。小麦普遍磨成碎粒做粥或是磨成面粉（羅馬化：aleíata）制作面包（羅馬化：ártos），煎饼或其他糕点，并加入奶酪或蜂蜜等。大麦普遍用来做餬。古希腊人已知发酵技术，在罗马时代，古希腊人使用碱性化合物与酒作为发酵剂。面团往往使用粘土烤箱在家中烘烤，但还有更为简陋的方式：将热煤放在地板上，并用盖子盖住煤堆；当地面足够热时，将煤推到一边，将面团块放到原本煤的位置，然后再次盖住盖子，最后将刚才的煤铺在盖子边直至面包烘培完毕。直到罗马时代，石炉才出现。古雅典立法者梭伦曾建议古希腊人将小麦面包保留到举办盛宴时再烘培，但自五世纪以面包师为职业的人开始出现在雅典使得每天都可以买到面包。
大麦易于种植，但不易制作面包。古希腊人先将大麦粒烘烤，之后才磨成面粉，并将面粉与适量的水与油混合成面团，由于大麦粒已经被烘培熟所以无需再次烘烤面团，古希腊人称其为马扎（μᾶζα），它可以直接使用，也可以做成粥，煎饼等。古罗马人将古希腊人昵称为“食大麦者”。在阿里斯托芬的喜剧《和平》中有一句，字面意思是“只吃大麦”，相当于中文“只有米饭的饮食”可见大麦对古希腊人的重要性。

### 蔬菜与水果
面包等主食通常与一同享用，该词最初指在火上烤的食物，后来引申为搭配面包吃的配菜。从古典希腊时期开始，这种配菜主要是鱼与各种蔬菜：捲心菜、洋葱、扁豆、鹰嘴豆、韭菜、生菜等等。它们往往做成汤或是煮熟后捣碎了吃。古希腊人使用橄榄油、醋、香草、鱼酱（γάρον）调味。贫困的家庭也会把橡果作为配菜。在阿里斯托芬的作品《蛙》中，鹰嘴豆泥是赫拉克勒斯最爱的食物。油橄欖也是常见的蔬菜，不论是生食还是腌制。
豆类更受到平民百姓的喜爱。古希腊人常吃的豆类主要是小扁豆、鹰嘴豆、蚕豆与羽扇豆等。
在城市中，新鲜蔬菜价格昂贵，因此很少食用。贫穷的市民往往食用干蔬菜。扁豆是工人阶级的代表食物。大蒜，洋葱与奶酪是典型的军用口粮。阿里斯托芬常把吃洋葱与士兵联系起来。在喜剧《和平》中，庆祝战争结束的合唱表达了士兵摆脱“头盔，奶酪和洋葱”的喜悦。
新鲜或是干燥的水果与坚果可以做成甜点食用，这些主要是无花果，葡萄干，石榴，核桃和榛子。在阿特纳奥斯的《智者之宴》描述了由無花果和蚕豆製成的甜點。无花果也可以被当作下酒菜食用，有时也会配上烤栗子，鹰嘴豆和山毛榉。

### 肉类
鱼和肉的食用与家庭的经济因素和地理因素息息相关。农村家庭可以通过设陷阱与打猎捕获野鸟与野兔，同时可以在院子里饲养家禽。富有一点的家庭可以饲养山羊、绵羊与猪。猎人则可以猎到野猪和鹿。在城市中肉类非常昂贵，但猪肉除外，前4世纪左右一只乳猪只要3德拉克马，仅约为当时一个工人工作三天的收入。在古雅典，大多数人都只在节假日才吃羊肉。富人和穷人都吃香肠。在《奥德赛》中也提到了用脂肪和血液的填充山羊胃制成的血肠。
在迈锡尼文明时期古希腊人就开始吃牛肉，羊肉与小牛肉。在前8世紀，在赫西俄德的《工作与时日》描写了理想的大餐：
与古风时期相比古典希腊时期的文学作品很少提及肉类的食用，这可能并不是由于古希腊人饮食习惯的转变，而是文学作品体裁的改变。
食用肉類在古希腊宗教儀式中具有重要作用：属神靈的一部分（脂肪和骨頭）被送到火上燃烧，而属人的一部分（肉）被分發給在場的人。古希腊屠夫并不把动物各部分（例如脂肪与肉，肉与内脏）分开切割，而是按照完全等重来分割块，因此希腊人根本不能选择购买内脏还是肉。在克里特岛，仪式上最好的几块肉会被分给最优秀的公民与战士。但在其他地区，几乎是完全随机分配的，因此对所有人来说，无论被分到了哪一块肉都是幸运之事。
斯巴達人的主要食物是猪肉汤，称黑汤（羅馬化：mélas zômós）。普鲁塔克记载：“这汤极为珍贵，以至于老年人吃饱了要把剩下的肉留给年轻人吃。”但对于其他古希腊人来说这是奇怪的食物。在锡巴里斯有一个笑话：“斯巴达人当然是世界上最勇敢的人，对任何有理智的人来说，他宁愿死一千次也不愿吃这东西。”这道汤是由猪肉，盐，醋与血制成的。有时会配上马扎，无花果，奶酪或鱼。埃里亚努斯声称斯巴达厨师被禁止烹饪肉以外的食物。

### 鱼类与海鲜

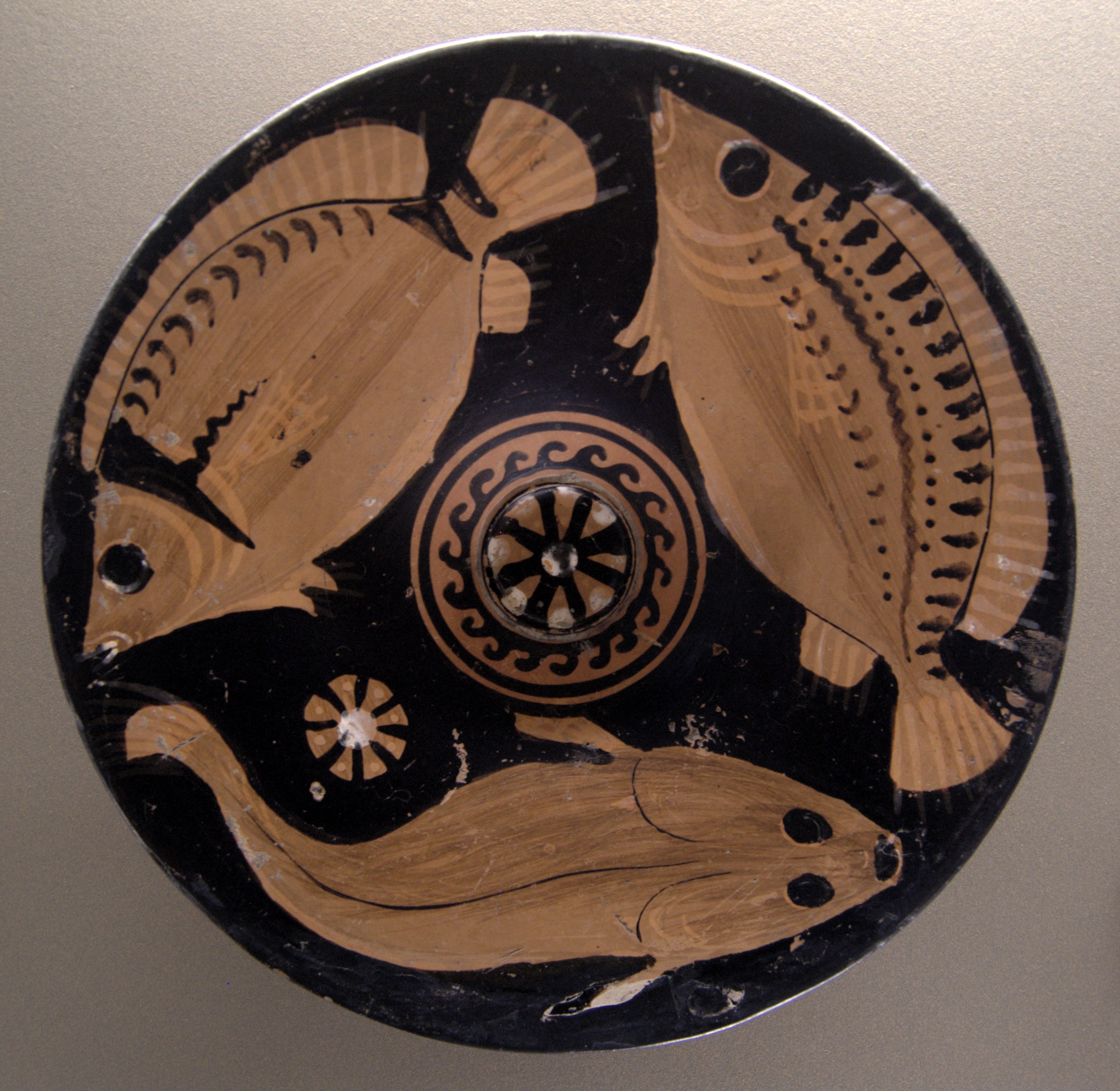
带有鱼图案的盘子，前350年－前325年，藏於卢浮宫

希腊人对鱼类的食用随时间而变化。在《伊利亚特》中，鱼只被做成烤鱼食用。柏拉图将其归因于当时习俗的严格。然而，似乎某些时期鱼被认为是穷人的食物。《奥德赛》中，尽管奥德修斯的同伴们食用鱼类，但这只是因为他们在经过卡律布狄斯后遭受饥饿，因此被迫吃掉所有可用的食物。与之相反在古典時代，魚變成了奢侈品和食客的钟情之物。在希腊化时代，薩摩斯·林塞的一本書介绍了如何以低廉的价格购买鱼类。
但是，並非所有鱼类的价格都相同。在前3世紀，在科帕伊斯湖附近波也奥西亚地区叫做阿克里菲亚的小镇列出了魚類價格清單，其目的也許是為了保護消費者免於收到商人的欺骗。在清单中最便宜的是异齿鹦鲷，而紅金槍魚要貴三倍。沙丁魚、鳳尾魚都比较经济实惠，並且是古代雅典人的日常食物。
希臘人同樣喜歡其餘的海鮮。墨鱼、章魚和魷魚被煮熟，燒烤或油炸並擔任開胃菜或是配菜，甚至可以作为宴会菜肴。大型海鲜则是高级烹饪的菜肴。诗人埃里福斯（Έριφος）认为鲷鱼、金枪鱼和鳗鱼是诸神应得的菜肴，而穷人负担不起。墨鱼与章鱼也是庆祝孩童出生时的常见礼物。
关于贝类，古希腊各种文献记载古希腊人已经开始食用贻贝、江珧、蛤蜊、帽贝、扇贝等贝类。盖伦也记载了牡蛎的食用。螃蟹、龙虾、海胆、小龙虾同样受到古希腊人的重视。
在大多数情况下，渔民独自出海或者是留在岸边钓鱼。古希腊人大多使用铜来制作吊钩，用动物毛发或者纤维制作吊线来绑住钩子。为了使钩子下垂，古希腊人将铅块绑在钩子上。根据鱼的种类，通常使用不同种类的网进行捕鱼，但也可以使用鱼叉或三叉戟捕鱼。古希腊人认为最适合钓鱼的时间是黄昏和黎明。但古希腊人也在晚上用火炬照明钓鱼。
部分鱼被拿到城市的市场售卖。小魚通常保存在盐水中，但大型的鱼有时也会被保存到盐水之中,甚至是海胆和螃蟹。

### 蛋类与奶类
希臘人飼養鴨、鵝、鵪鶉和雞來获取蛋。有些文献甚至提到了雉鸡蛋和埃及雁蛋，但可以認為这些是難得的佳餚。可以將蛋煮成溏心蛋或实心蛋作為開胃菜或者甜點。此外，蛋黃和蛋白都是当时很多食譜的材料。
食用牛奶是很普遍的，但很少被用於烹飪。古希腊人也知道黃油的制法，但很少使用，古希腊人认为食用黄油是色雷斯人的特征，而他们也被视为未受过教育的农民。诗人克桑德里德斯将色雷斯人称作“食黄油者”。儘管如此，乳製品還是被认为很有价值的。是粘稠的奶制品，其通常與酸奶混淆。奶酪也很常用，大多由羊奶制成。鲜奶酪与硬奶酪在不同的商店出售，价格也有所不同，鲜奶酪的价格约是硬奶酪的三分之二（鲜奶酪保质期短）。奶酪往往作为配菜与其他食品一同食用，但同样也是各种食谱的材料。

### 其他食物
古希臘人也食用糖果与各种面点，例如（芝麻糖）、（类似芝士蛋糕）、（蛋糕）、（姜饼）、（肉餡餅）、（煎餅）。

## 饮料

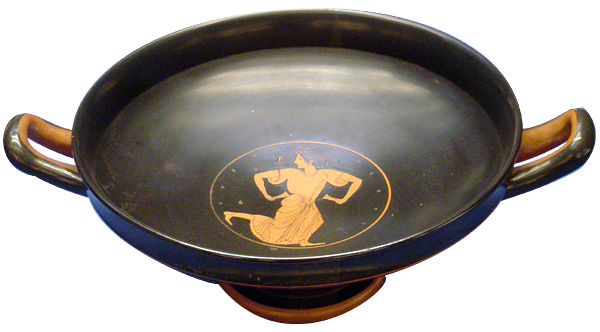
基里克斯杯，古希腊时期普遍的饮酒（水）容器，约前500年，藏於大英博物馆

最受歡迎的飲料顯然是水。取水是婦女的日常家务。相比从水井中取的水，古希腊人更中意泉水，因为古希腊人认为泉水滋养了树木与花草。品达认为泉水如蜂蜜一般令人愉悦。希腊人将水分为重水，轻水，干水,，酸水，辛水，烈性水等种类。安提法奈斯笔下的一个角色称自己可以靠尝分辨出来阿提卡的水。一定數量的哲學家只喝水，這種習慣常與素食饮食相結合（參見下文）。山羊奶与蜂蜜酒也是常见的饮料。
常用的飲具是“Σκύφος”，往往由木头，陶或者金属制成。克里提亚斯提到了叫做的斯巴达饮器，它被認为適合軍事用途，因為由於容器的顏色，飲水者無法察覺水里有任何雜質或垢污，而同時杯口也有阻挡杂质的功能。古希腊人同样使用基里克斯杯、来通与康塔罗斯酒杯等饮水。

### 葡萄酒
在古希腊，葡萄酒種類很多：白、紅、桃紅等。如今天一样，不同品质的葡萄被制作成不同的葡萄酒，从日常餐酒到珍贵的宴会用酒。纳克索斯岛、萨索斯岛、莱斯沃斯岛和希俄斯岛都存在着著名的葡萄園。古希腊人还发明了一种用果渣和酒糟与水混合的劣等酒。有時，葡萄酒會用蜂蜜加甜。如果與百里香、肉桂和其他草藥混合使用，也可用於藥用。
在羅馬時代，也許是更早的時候，古希腊人开始酿造松脂酒和威末酒。埃里亚努斯還记录了一种與香料混合的酒。
在大多數情況下，酒会被水稀釋后饮用，因為未稀釋的酒被认为不適合日常使用。葡萄酒在古希腊醫學中也佔有一席之地，因為它被认为具有藥用特性。埃里亚努斯提到，波也奥西亚的伊雷亞（Ηραία）的葡萄酒可以使男人發瘋，但也可以使女人肥沃（排卵）。相反，來自阿恰亞（Αχαΐα）的葡萄酒则可以引起孕妇流产。除药用外，希臘社會不贊成婦女饮酒。埃里亚努斯还提到，馬賽的法律禁止婦女喝水以外的任何東西。斯巴達是唯一允許婦女吃任何想吃東西的城市。
在當地使用的葡萄酒被裝在皮革袋中保存。將要出售的物品放在πίθος中，它們是用粘土製成的大型儲存容器。然後將它們会被裝在密封的双耳瓶中，以單獨出售。在一地點往另一地點由船運輸时，葡萄酒上会標有生產者的名字或城市执政官的名字。這是当时的原产地名称保护。

### 休刻翁
一种名叫休刻翁（κυκεών，词根源自，“搅拌、 混合”）的麦粥也是古希腊人的饮品，它也可以被当作主食。主料为大麦、水以及香草。在《伊利亚特》中，休刻翁原有的配方上又加入了碎山羊奶酪 ；在《奥德赛》中，喀耳刻在其中加入了带魔法的毒；在《荷马诗颂》的"致得墨忒耳"篇中，女神回绝了红酒，但接受了一碗用水、面粉和薄荷熬成的休刻翁。
除了在厄琉息斯秘仪中被用作仪式用饮，它也是民间流行的饮品，在泰奥弗拉斯托斯的《人物志》中，就描写了一名口臭的农民因喝太多休刻翁后连打饱嗝，而让公民大会难以继续召开的情形。它也有着助消化的作用，在阿里斯托芬的《和平》中赫耳墨斯让吃太多干食的主人公喝一碗休刻翁。

### 其他饮品
古希臘人喝叫做卡吉尼亚（Κυκεών）的饮品，它是飲料和食物的結合：大麥粥加水稀释，並酌情添加香草，牛奶或葡萄酒。它的命名也来自它的制作，即在饮用之前必須攪拌（κυκάω）。
“皮萨尼（Πτισάνη）”是脱壳大麦的湯，它被作为提供给病患的食物。希波克拉底特別建議提供给急性疾病患者。

## 美食家和厨师
在古希腊，其自然和氣候條件使得节俭成为了美德。但古希臘人並不忽視食物所能提供的純粹樂趣，但是必須保持节俭。作为农村人，赫西俄德认为在阳光灿烂的日子吃烤肉、煎饼，喝牛奶就是盛宴。克律西波斯认为最好的一餐应免费。另一方面，烹飪和美食的研究被視為是東方人的標誌：波斯人被古希腊人認為是颓废的，因為他們追求奢侈的美食。古希臘作家樂於描述阿契美尼德王朝和他的宮廷的饮食。例如希罗多德，克特西亚斯，斯特拉波等人，他們的描述也比较相似。古希臘人樂於強調飲食的節儉。根據波利艾努斯的說法，亞歷山大大帝在征服波斯后在波斯王宮的飯廳時嘲笑了他們對食物的品味，並將其視為波斯人失败的原因。
由於這種節儉主義，廚房長期以來一直是婦女的专属区域，不管是自由人还是奴隶。然而，在古典希腊時期，厨师開始在文献上被记载。埃里亚努斯和阿特纳奥斯提到了在克里斯提尼的时代有一名叫史明迪莱德的锡巴里斯人带着千名厨师从锡巴里斯乘船航行到雅典。柏拉圖提到“廚師达利安，《西西里美食論》的作者米特克斯，葡萄酒商人萨兰博斯是三位杰出的甜点，美食和美酒鑑賞家”，一些廚師還寫了關於美食的文章。
隨著時間的流逝，越來越多的古希臘人以美食家的身份出現。埃里亚努斯指出：“在罗德岛人们特别欣赏懂得品味鱼类的人，人们也会赞扬这种人的高尚。”在古希臘時期和後來的羅馬時期，儘管節儉仍然是美德，但古希臘人，至少是富人几乎很少在某些地方节俭。

## 特殊饮食

### 素食主义
俄耳甫斯教与毕达哥拉斯主义提出了一种的生活方式，基于纯净与净化（禁欲主义），素食是这种生活方式的中心要素。
恩培多克勒以灵魂转世为素食辩护，他认为无法保证被屠杀的动物身上没有人的灵魂。但是同样的，恩培多克勒的轮回说同样可以适用到植物上，这也使得食用植物也可以施加这样的逻辑。
毕达哥拉斯主义更難以定義，诗人阿莱克西斯和阿里斯托芬描述毕达哥拉斯主义者非常严格，有些只靠饮水吃面包为生。但即使是毕达哥拉斯主义者也会在某些宗教仪式上吃肉。某些传统也限制食用一些植物和神圣的动物：蚕豆、白公鸡等。
素食主義和貞操觀念也緊密聯繫，有時還伴隨著對性交的禁慾。普鲁塔克在其著作《論石棺》中申明了使人或动物流血是野蠻行為的觀念，並要求食肉的人證明自己的选择是正當的。

### 病患饮食
古希腊医生大多认为病人需要特殊的饮食，但并没有在什么是特殊饮食上达成一致。希波克拉底经常使用皮萨尼，因为它被认为容易吸收，不过有些时候会把皮萨尼中的大麦粒过滤出去。一些医生认为要先让病人吃七天的流质食物之后再食用皮萨尼。某些些人在整個疾病期間都禁止食用任何形式的固體食物。
希波克拉底的病患饮食收到了不同的评价：某些醫生指責他讓病人齋戒；相反，部分医生責備他让病人过多的进食。在希臘化時期，亞歷山卓的埃拉西斯特拉图斯批評希波克拉底的学生強迫病人不喝水或只喝一點水。相反，某些医生建議病人吃烤豬肉和喝純葡萄酒。

### 运动员饮食
据埃里亚努斯记录，前5世纪的塔兰托的伊库斯是第一个使用特殊饮食的运动员。帕拉图证实他很注意饮食，甚至“伊库斯饮食”一词众所周知。奥运会摔跤冠军克罗托那的米罗每天會喝下7.5升酒，吃9公斤麵包和盡可能多的肉。在他之前，古雅典的運動員遵循以乾糧為基礎的飲食：例如無花果乾、奶酪和麵包。毕达哥拉斯最早建議運動員吃肉的人。
之后，运动员執行了一些基准的飲食規則：“要成為奧運會的勝利者，必須按照規定吃飯，遠離甜品，切勿喝冷水，也不要隨時喝酒”。可以得知這種飲食主要是基於肉食，因為盖伦指責当时的運動員“總是吃飽了肉和血”。